# Патерна дел Кампо
Патерна дел Кампо (на испански: Paterna del Campo) е населено място и община в Испания. Намира се в провинция Уелва, в състава на автономната област Андалусия. Общината влиза в състава на района (комарка) Ел Кондадо. Заема площ от 132 km². Населението му е 3745 души (по преброяване от 2010 г.). Разстоянието до административния център на провинцията е 62 km.

## Демография
| 1996 | 1998 | 1999 | 2000 | 2001 | 2002 | 2003 | 2004 | 2005 | 2006 |
| ---- | ---- | ---- | ---- | ---- | ---- | ---- | ---- | ---- | ---- |
| 3883 | 3914 | 3914 | 3894 | 3864 | 3824 | 3777 | 3695 | 3729 | 3763 |